# Heteralepas belli
Heteralepas belli är en kräftdjursart som först beskrevs av Jean Abel Gruvel 1901.  Heteralepas belli ingår i släktet Heteralepas och familjen Heteralepadidae. Inga underarter finns listade i Catalogue of Life.